# 1989 v hudbě
Tento článek obsahuje události související s hudbou, které proběhly v roce 1989.

## Narození
- 24. května – G-Eazy, americký rapper
- 15. srpna – Joe Jonas, americký zpěvák, hudebník, herec a tanečník
- 1. září
  - Bill Kaulitz, německý zpěvák (skupiny Tokio Hotel)
  - Tom Kaulitz, německý kytarista (skupiny Tokio Hotel)
- 8. září – Avicii, švédský DJ, remixer a hudební producent
- 21. září – Jason Derulo, americký zpěvák, skladatel a tanečník
- 13. prosince – Taylor Swift, americká zpěvačka a herečka

## Úmrtí
- 22. září – Irving Berlin, americký hudební skladatel (* 1888)

## Alba

### Domácí
- Blízko nás – Iveta Bartošová
- Loď snů – Karel Gott
- Důvěrnosti – Marie Rottrová
- Dnes nejsem doma – Hana Zagorová

### Zahraniční
- Labour of Love II – UB40
- As Nasty As They Wanna Be – 2 Live Crew, rap
- ...But Seriously – Phil Collins
- Adeva! – Adeva
- Pump – Aerosmith
- After 7 – After 7 (debut)
- Two Highways – Alison Krauss & Union Station
- Allroy's Revenge – ALL
- Alice in Hell – Annihilator
- Penikufesin EP – Anthrax
- Cosmic Thing – The B-52's
- Quickness – Bad Brains
- Badlands – Badlands (debut bývalého kytaristy Ozzyho Osbournea, Jake E. Leea a bývalého bubeníka Black Sabbath a pozdějšího bubeníka KISS Erica Singera)
- No Control – Bad Religion
- Psycho Café – Bang Tango (debut)
- Different Light – The Bangles
- Paul's Boutique – Beastie Boys
- Mr. Music Head – Adrian Belew
- Best Shots – Pat Benatar
- Surprise – Better Than Ezra (debut)
- Headless Cross – Black Sabbath
- Follow the Blind – Blind Guardian
- Blue Murder
- Killin' Time – Clint Black
- Hats – The Blue Nile
- Realm Of Chaos – Slaves To Darkness – Bolt Thrower
- Midnight Run – Bobby 'Blue' Brand
- Garth Brooks – Garth Brooks, country
- Heart Shaped World – Jackson Browne
- Dig? – Bill Bruford
- The Sensual World – Kate Bushová
- Go Off! – Cacophony
- Key Lime Pie – Camper Van Beethoven
- Runaway Horses – Belinda Carlisle
- Vanity/Nemesis – Celtic Frost
- Heart of Stone – Cher
- Raw Like Sushi – Neneh Cherry (debut)
- Journeyman – Eric Clapton
- Cinderela Theory – George Clinton
- Steady On – Shawn Colvin
- Trash – Alice Cooper
- Boomerang – The Creatures
- Oh Yes I Can – David Crosby
- Disintegration – The Cure
- Waking Hours – Del Amitri
- Just What I Like – Michel Cooper
- Spike – Elvis Costello
- Christ: The Bootleg – Crass, punk
- Sonic Temple – The Cult
- Danger Danger – Danger Danger (debut)
- Dangerous Toys – Dangerous Toys (debut)
- Knowledge is King – Kool Moe Dee
- 3 Feet High and Rising – De La Soul
- Done by the Forces of Nature – Jungle Brothers
- Waking Hours – Del Amitri
- 3 Feet High and Rising – De La Soul
- Just Like Heaven – Dinosaur Jr.
- No One Can Do It Better – The D.O.C., rap
- Force Majeure – Doro (debut)
- When Dream and Day Unite – Dream Theater
- Big Thing – Duran Duran
- Oh Mercy – Bob Dylan
- Copperhead Road – Steve Earle
- Unfinished Bisiness – EPMD
- Cuts Both Ways – Gloria Estefan
- Wild ! – Erasure
- What You Don't Know – Exposé
- Extreme – Extreme (debut)
- The Raw and the Cooked (album) – Fine Young Cannibals
- Truth and Soul – Fishbone
- All That Jazz – Ella Fitzgeraldová
- Greatest Hits – Fleetwood Mac
- Smoove – Full Force
- Through The Storm – Aretha Franklinová
- Trouble Walkin' – Frehley's Comet
- Margin Walker – Fugazi
- 13 Songs – Fugazi
- Technique – New Order
- Passion: Music for The Last Temptation of Christ – Peter Gabriel
- Kiss Of Life – Gene Loves Jezebel
- Like A Girl, I Want You To Keep Coming – různí umělci, viz John Giorno
- Long Hard Look – Lou Gramm
- ...Twice Shy – Great White
- 1,000 Hours – Green Day
- Def, Dumb and Blonde – Deborah Harry
- Desert Wind – Ofra Haza
- Magnum Cum Louder – Hoodoo Gurus
- The Healer – John Lee Hooker
- Enter the Realm – Iced Earth (demo EP)
- The Iceberg/Freedom Of Speech…Just Watch What You Say – Ice T
- Heart Shaped World – Chris Isaak
- Janet Jackson's Rhythm Nation 1814 – Janet Jacksonová
- Nothing's Shocking – Jane's Addiction
- Jaya – Jaya
- Rock Island – Jethro Tull
- Sleeping with the Past – Elton John
- Bulletproof Heart – Grace Jones
- Back on the Block – Quincy Jones
- It's a Big Daddy Thing – Big Daddy Kane
- West Textures – Robert Earl Keen
- City Streets – Carole King
- Hot in the Shade – Kiss
- Knowleadge is King – Kool Moe Dee
- Night of Rage – Kraut
- Let Love Rule – Lenny Kravitz (debut)
- A Night to Remember – Cyndi Lauper
- Western Shadows – Carole Laure
- Flying Cowboys – Rickie Lee Jones
- The Death of a Dictionary – Live (debut)
- Godhead – Lowlife
- Powertrip – Ludichrist (final)
- Drowning In Limbo – Lydia Lunch
- Kite – Kirsty MacColl
- The White Room – The KLF
- Like a Prayer – Madonna
- Trial by Fire / Live In Leningrad – Yngwie Malmsteen
- Rasta Souvenier – Manu Dibango, afrofunk
- Silky Soul – Maze
- Flowers in the Dirt – Paul McCartney
- No More Blues – Susannah McCorkle
- Touch – Sarah McLachlan
- Eyes On This – MC Lyte
- Ozma – Melvins
- Devil's Night Out – The Mighty Mighty Bosstones
- Girl You Know It's True – Milli Vanilli (US release)
- The Mind Is a Terrible Thing to Taste – Ministry
- Shine – Mother Love Bone (debut EP)
- Dr. Feelgood – Mötley Crüe
- Mr. Big – Mr. Big (debut)
- Straight Outta Compton – N.W.A
- Helter Stupid – Negativland
- Yellow Moon – The Neville Brothers
- Nice and Smooth – Nice and Smooth, rap
- The Other Side Of The Mirror – Stevie Nicks
- Pretty Hate Machine – Nine Inch Nails (debut)
- Bleach – Nirvana (debut)
- S&M Airlines – NOFX
- Get Yer Jujus Out – Chief Commander Ebenezer Obey & His Inter-Reformers Band, Africa
- The Offspring – The Offspring (debut)
- Energy – Operation Ivy
- No Rest for the Wicked – Ozzy Osbourne (první album se Zakkem Wyldem)
- White Limozeen – Dolly Parton
- I Enjoy Being a Girl – Phranc
- Nick of Time – Bonnie Raitt
- New York – Lou Reed
- Something Inside So Strong – Kenny Rogers
- Presto – Rush
- The Early Years – Roxy Music
- Mystery Girl – Roy Orbison
- A Black & White Night Live – Roy Orbison
- A Word from the Wise – Pennywise (EP)
- Consuming Impulse – Pestilence
- Full Moon Fever – Tom Petty
- Doolittle – Pixies
- Record Collectors – Poison Idea, punk
- Suck on This – Primus (live debut)
- Batman – Prince
- Fear of a Black Planet – Public Enemy
- Fight The Power...Live! – Public Enemy (live, vydáno na VHS)
- The Miracle – Queen
- All Hail the Queen – Queen Latifah (debut)
- The Good News and The Bad News – The Rainmakers
- Brain Drain – Ramones
- Mother's Milk – Red Hot Chili Peppers
- Don't Tell a Soul – The Replacements
- Hard Volume – Rollins Band
- Workin' Overtime – Diana Rossová
- Nearly Human – Todd Rundgren
- Early Music – Santana
- Better Than A Stick In The Eye – SNFU
- Flying in a Blue Dream – Joe Satriani
- Best Of Rockers & Ballads – Scorpions
- Buzz Factory – Screaming Trees
- Nothing Matters Without Love – Seduction
- Beneath the Remains – Sepultura
- Century Flower – Shelleyan Orphan
- Bound by the Beauty – Jane Siberry
- Blood, Sweat & No Tears – Sick of it All
- Street Fighting Years – Simple Minds
- Skid Row – Skid Row (debut)
- Tweez – Slint (debut)
- 11 – The Smithereens
- Club Classics Vol. I – Soul II Soul
- Keep on Movin' – Soul II Soul
- Nights Like This – Stacey Q.
- Love Among the Cannibals – Starship (poslední)
- In Step – Stevie Ray Vaughan & Double Trouble (poslední)
- The Stone Roses – The Stone Roses (debut)
- Here Today, Tomorrow, Next Week! – Björk & The Sugarcubes
- Controlled by Hatred/Feel Like Shit...Déjà Vu – Suicidal Tendencies
- Another Place & Time – Donna Summer
- Kaleidoscope World – Swing Out Sister
- The Seeds of Love – Tears for Fears
- Pump Up the Jam: The Album – Technotronic
- Special – The Temptations
- Neither Fish Nor Flesh (A Soundtrack of Love, Faith, Hope & Destruction) – Terence Trent D'Arby
- Practice What You Preach – Testament
- Lincoln – They Might Be Giants
- Foreign Affair – Tina Turner
- Life Is...Too Short – Too $hort, rap
- Do the Right Thing (OST) – V.A. (Public Enemy, Guy・・)
- Dum Dum – The Vaselines
- 3 – Violent Femmes
- Liberation – Bunny Wailer, reggae
- Dirty Rotten Filthy Stinking Rich – Warrant (debut)
- The Headless Children – W.A.S.P.
- Prime 5 – Ween
- Slip of the Tongue – Whitesnake
- Oranges And Lemons – XTC
- Freedom – Neil Young
- Broadway the Hard Way – Frank Zappa
- You Can't Do That on Stage Anymore, Vol. 3 – Frank Zappa
- Tempted and Tried – Steeleye Span
- Earth Moving – Mike Oldfield
- Words for the Dying – John Cale

## Hity

### Domácí
- Miss Moskva – Jiří Korn
- Promilujem celou noc – Žentour
- Troubit na trumpety by se nám líbilo – Lucie

### Zahraniční
- Homely Girl – UB40
- I Would Do for You – UB40
- Im Nin'Alu – Ofra Haza
- All She Wants Is – Duran Duran
- Another Day in Paradise – Phil Collins
- Back to Life (However Do You Want Me) – Soul II Soul
- Lay Your Hands On Me – Bon Jovi
- I'll Be There For You – Bon Jovi
- Batdance – Prince
- Beds Are Burning – Midnight Oil
- Blame It on the Rain – Milli Vanilli
- Buffalo Stance – Neneh Cherry
- Bust a Move – Young MC
- Cartoon – Soul Asylum
- Children's Story – Slic Ric, rap
- Cherish – Madonna
- Do You Believe in Shame – Duran Duran
- Don't Wanna Lose You – Gloria Estefan
- Dr. Feelgood – Mötley Crüe
- Drama! – Erasure
- Eternal Flame – The Bangles
- Every Beat of My Heart – Taylor Dayne
- Every Little Step – Bobby Brown
- Express Yourself – Madonna
- Eyes of a Stranger – Queensrÿche
- Funky Cold Medina – Tone Lōc
- Hangin' Tough – New Kids on the Block
- Heavy Metal – Judas Priest
- The Best – Tina Turner
- I Drove All Night – Cyndi Lauper
- I Feel the Earth Move – Martika
- I Get The Job Done – Big Daddy Kane
- If I Could – 1927
- If I Could Turn Back Time – Cher
- If Tomorrow Never Comes – Garth Brooks, country
- Just A Friend' – Biz Markie
- Keep on Movin' – Soul II Soul
- Kickstart My Heart – Mötley Crüe
- Killin' Time – Clint Black, country
- Leave a Light On – Belinda Carlisle
- Like a Prayer – Madonna
- Listen to Your Heart – Roxette
- Lost in Your Eyes – Debbie Gibsonová
- Love Shack – The B-52's
- Me, Myself and I – De La Soul
- Me So Horney – 2 Live Crue
- Miss You Much – Janet Jacksonová
- Monsters of Rock – Judas Priest
- My Brave Face – Paul McCartney
- My Prerogative – Bobby Brown
- Once Bitten, Twice Shy – Great White
- Open Letter (To a Landlord) – Living Colour
- Orange Crush – R.E.M.
- Personal Jesus – Depeche Mode
- Poison – Alice Cooper
- Rendez-vous chaque soir – Dalida (inédit)
- Ride On Time – Black Box – UK Hit
- Right Here Waiting – Richard Marx
- Rock On – Michael Damian
- Round & Round – New Order
- She Drives Me Crazy – Fine Young Cannibals
- Smooth Operator – Big Daddy Kane
- Sometime to Return – Soul Asylum
- Stand – R.E.M.
- Stop! – Sam Brown (Female), UK Hit
- Straight Up – Paula Abdulová
- Talk It Over – Grayson Hugh
- Tell Me Why – Exposé
- The Dance – Garth Brooks
- The Look – Roxette
- Toy Soldiers – Martika
- Un soir qu'on oublie pas – Dalida (inédit)
- Veronica – Elvis Costello
- What I Am – Edie Brickell & New Bohemians
- What U Waitin' 4 – The Jungle Brothers
- What You Don't Know – Exposé
- When I Looked At Him – Exposé
- When I See You Smile – Bad English
- We Didn't Start the Fire – Billy Joel
- Wild Thing – Tone Loc, rap
- You Got It – Roy Orbison
- You Got It (The Right Stuff) – New Kids on the Block
- Samishii Nettaigyo - Wink

## Ceny
- Do Rock and rollové síně slávy byli uvedeni tito umělci: Dion, Otis Redding, The Rolling Stones, The Temptations a Stevie Wonder
- Cena Grammy Awards of 1989
- Cena Country Music Association
- Soutěž Eurovision Song Contest 1989